# Solniki Wielkie (przystanek kolejowy)
Solniki Wielkie – przystanek osobowy w miejscowości Solniki Wielkie, w województwie dolnośląskim, w powiecie oleśnickim, w gminie Bierutów, w Polsce. Na stacji zatrzymują się pociągi Polregio do Wrocławia Głównego, Bierutowa, Namysłowa, Kluczborka i Lublińca. Wewnątrz budynku znajduje się poczekalnia.

## Ruch pasażerski
W roku 2017 przystanek obsługiwał 20–49 pasażerów na dobę. W roku 2022 dobowa wymiana pasażerska na stacji wynosiła 50-99 pasażerów.
Przystanek na żądanie.